# Опдайк-Вест (Техас)
Опдайк-Вест (англ. Opdyke West) — місто (англ. town) в США, в окрузі Гоклі штату Техас. Населення — 220 осіб (2020).

## Географія
Опдайк-Вест розташований за координатами 33°35′34″ пн. ш. 102°18′2″ зх. д. / 33.59278° пн. ш. 102.30056° зх. д. (33.592705, -102.300622).  За даними Бюро перепису населення США в 2010 році місто мало площу 0,58 км², уся площа — суходіл.

## Демографія
Згідно з переписом 2010 року, у місті мешкали 174 особи в 71 домогосподарстві у складі 48 родин. Густота населення становила 299 осіб/км².  Було 76 помешкань (131/км²).
Расовий склад населення:
| - 76,4 % — білих - 4,6 % — чорних або афроамериканців - 9,2 % — осіб інших рас |

До двох чи більше рас належало 9,8 %. Частка іспаномовних становила 44,3 % від усіх жителів.
За віковим діапазоном населення розподілялося таким чином: 29,3 % — особи молодші 18 років, 61,5 % — особи у віці 18—64 років, 9,2 % — особи у віці 65 років та старші. Медіана віку мешканця становила 31,5 року. На 100 осіб жіночої статі у місті припадало 107,1 чоловіків;  на 100 жінок у віці від 18 років та старших — 83,6 чоловіків також старших 18 років.
Середній дохід на одне домашнє господарство  становив 45 677 доларів США (медіана — 37 250), а середній дохід на одну сім'ю — 61 917 доларів (медіана — 45 000). За межею бідності перебувало 24,8 % осіб, у тому числі 9,5 % дітей у віці до 18 років та 0,0 % осіб у віці 65 років та старших.
Цивільне працевлаштоване населення становило 53 особи. Основні галузі зайнятості: освіта, охорона здоров'я та соціальна допомога — 26,4 %, роздрібна торгівля — 15,1 %, публічна адміністрація — 13,2 %, мистецтво, розваги та відпочинок — 11,3 %.